# 332183 Jaroussky
332183 Jaroussky este o planetă minoră (asteroid) din centura de asteroizi. A fost descoperită pe 28 ianuarie 2006 la Nogales de Jean-Claude Merlin⁠(d). 
Obiectul prezintă o orbită caracterizată de o semiaxă mare de 2,7882863646069 UAi, o excentricitate de 0,2, o înclinație de 9,2 ° în raport cu ecliptica.